# أندرو كريستيان
أندرو المسيحي (بالإنجليزية: Andrew Christian)‏ هي شركة أمريكية تأسست في 2001 متخصصة في صناعة الملابس الداخلية والرياضية مقرها في لوس أنجلوس.

## وصلات خارجية
- أندرو كريستيان على موقع IMDb (الإنجليزية)
- أندرو كريستيان على موقع قاعدة بيانات الفيلم (الإنجليزية)
- الموقع الرسمي